# Blandas
Blandas település Franciaországban, Gard megyében. Lakosainak száma 133 fő (2022. január 1.). Blandas Arrigas, Alzon, Arre, Campestre-et-Luc, Montdardier, Rogues, Vissec és Saint-Maurice-Navacelles községekkel határos.

## Népesség
A település népességének változása:
| Lakosok száma | 141  | 116  | 112  | 123  | 136  | 145  | 135  | 129  | 127  | 133  |
|               | 1968 | 1982 | 1990 | 2006 | 2013 | 2015 | 2017 | 2019 | 2020 | 2022 |